# Реоморфізм
Реоморфізм — геологічний термін, який не має загальновизнаного тлумачення. 
Складова ультраметаморфізму гірських порід.
Введено Баклундом (Backlund, 1937) для означення сукупності процесів часткового або повного переходу гірських порід в розріджений стан в результаті підвищення температури в умовах привносу тієї чи іншої кількості нового матеріалу шляхом дифузії.
Перрен і Рубо (Perren, Rouboult, 1954, 1966) змінили тлумачення Р., запропонувавши розуміти під ним стан високої механічної й хімічної рухливості гірських порід без участі рідкої фази; хім. рухливість обумовлена збільшенням міжкристалічної дифузії іонів, внесених з глибини.
Єлісєєв (1959) під Р. розуміє здатність гірських порід до пластичної течії без плавлення.
Згідно з Судовіковим (1964), Р. — це вища стадія гранітизації, в результаті якої паралельно протікають процеси привносу речовини й часткового її плавлення.